# Ngày lễ độc thân
Ngày lễ độc thân hay Quang côn tiết là một ngày lễ mua sắm phổ biến với người trẻ Trung Quốc nhằm tôn vinh niềm tự hào là người độc thân. Ngày 11 tháng 11 (11/11) được chọn bởi vì số "1" gợi nhắc đến một cá nhân hãy còn đơn thân. Ngày lễ này còn trở thành một ngày phổ biến nhằm kỷ niệm các mối quan hệ, với hơn 4.000 cặp đôi đã kết hôn ở Bắc Kinh vào ngày này trong năm 2011, đối chiếu với con số trung bình 700 cặp một ngày.
Ban đầu ngày này được một nhóm nhỏ các cử nhân đại học tôn vinh như một sự phản ứng lại những lễ hội với trọng tâm là các cặp đôi theo truyền thống, tuy nhiên vào năm 2009, CEO của hãng Alibaba là Trương Dũng đã khởi đầu việc sử dụng ngày này như một kỳ nghỉ lễ dành để mua sắm xuyên suốt 24 giờ nhằm đem lại các chiết khấu mua hàng trực tuyến và hoạt động giải trí ngoại tuyến. Đến nay ngày lễ này đã trở thành ngày hội mua sắm ngoại tuyến và trực tuyến lớn nhất trên thế giới, với số người mua hàng của hãng Alibaba vượt quá con số 168,2 tỉ nhân dân tệ (tương đương 25,4 tỉ đô la Mỹ) tiền chi tiêu trong suốt ngày kỷ niệm năm 2017. Hãng JD.com đối thủ cũng tổ chức lễ hội mua sắm 11 ngày, thu về 19,1 tỉ đô la Mỹ, mang lại cho người Trung Quốc tổng cộng lên tới 44,5 tỉ đô la Mỹ. Người mua hàng của Alibaba dành ra tổng chi tiêu vượt quá con số 213,5 tỉ nhân dân tệ (tương đương 30,7 tỉ đô la Mỹ) cho lễ độc thân năm 2018. Trong năm 2019, Alibaba tuyên bố rằng tổng lượng hàng hóa của hãng cho toàn bộ mùa lễ là 268,4 tỉ tệ (tương đương 38,4 tỉ đô), tăng 26% so với năm trước. Năm 2021, cả hai hãng Alibaba và JD đều đạt mức kỷ lục mới về doanh thu cho toàn bộ mùa lễ độc thân là 139 tỉ đô la Mỹ.

## Mô tả
| Năm  | Nhân dân tệ (tỉ) | Tăng trưởng |
| ---- | ---------------- | ----------- |
| 2021 | 349,1            | +28,6%      |
| 2020 | 271,5            |             |
| 2019 | 204,4            |             |
| 2018 | 159,8            |             |
| 2017 | 127,1            |             |

| Năm  | Đô la Mỹ (tỉ) | Nhân dân tệ (tỉ) | Tăng trưởng |
| ---- | ------------- | ---------------- | ----------- |
| 2021 | 84,5          | 540,3            | +8,5%       |
| 2020 | 75            | 498,2            | +85%        |
| 2019 | 38,4          | 268,4            | +26%        |
| 2018 | 30,7          | 213,5            | +27%        |
| 2017 | 25,3          | 168,2            | +39%        |
| 2016 | 17,73         | 120,7            | +32%        |
| 2015 | 14,32         | 91,2             | +60%        |
| 2014 | 9,3           | 57,1             | +63%        |
| 2013 | 5,75          | 35               | +83%        |
| 2012 | 3,04          | 19,1             | +267%       |
| 2011 | 0,75          | 5,2              | +456%       |
| 2010 | 0,135         | 0,936            | +1700%      |
| 2009 | 0,007         | 0,052            | Ø           |

Ngày lễ độc thân hoạt động như một dịp để những người độc thân gặp gỡ nhau và tổ chức hoạt động tiệc tùng. Ngày lễ này ban đầu chỉ có các nam thanh niên trẻ đứng ra cử hành, do đó cái tên Ngày Cử nhân ra đời. Tuy nhiên hiện nay nó được kỷ niệm rộng rãi bởi cả hai giới. Những buổi tiệc hẹn hò giấu mặt ngày nay cũng phổ biến, trong một nỗ lực nhằm thay đổi tình trạng độc thân của người tham gia. Một số trường đại học tổ chức các chương trình đặc biệt nhằm tập hợp những người độc thân lại để ăn mừng cùng nhau. Những người này có thể chuốc lấy thái độ bị chọc tức hoặc tự phản kháng nhằm đáp lại việc duy trì tình trạng một sinh viên độc thân, tuy nhiên những sáng kiến của trường đại học đã giúp kìm hãm sự tiêu cực này. Mặc dù ý nghĩa của ngày này là để quãng đời độc thân nhưng khao khát tìm kiếm một nửa kia hay bạn đời vẫn thường được người trẻ Trung Quốc thể hiện ra trong ngày này, còn truyền thông Trung Quốc thì đem những vấn đề khác liên quan đến tình yêu ra để thảo luận.

### Mua sắm
Sự kiện này không phải ngày lễ được công nhận chính thức ở Trung Quốc, mặc dù nó đang dần trở thành ngày hội mua sắm trực tuyến và ngoại tuyến lớn nhất trên thế giới. Doanh số trên các trang của Alibaba, Tmall và Taobao đạt ngưỡng 5,8 tỉ đô la Mỹ trong năm 2013, 9,3 tỉ trong năm 2014, 14,3 tỉ trong năm 2015, 17,8 tỉ năm 2016 và trên 25,4 tỉ trong năm 2017. Hãng JD.com cũng chạm mức kỷ lục doanh thu 19,1 tỉ đô la Mỹ trong năm 2017, trong khi Lazada quảng cáo rùm beng là 123 triệu đô.
Khi ngày càng nhiều người tham gia chào đón ngày lễ này thì nhiều công ty đã tận dụng cơ hội nhắm đến đối tượng khách hàng trẻ hơn bao gồm các doanh nghiệp như nhà hàng, quán karaoke và các trung tâm mua sắm trực tuyến. Lấy ví dụ, chợ thương mại trực tuyến của Trung Quốc là Taobao đã bán tất cả hàng hóa trị giá 19 tỉ nhân dân tệ (tức khoảng 3 tỉ đô la Mỹ) trong ngày 11 tháng 11 năm 2012.
Ngày lễ độc thân năm 2017, Alibaba đã thiết lập kỷ lục thế giới cho nhiều giao dịch trả tiền nhất trong suốt mùa lễ. Ứng dụng ví điện tử Alipay của hãng này đã thực hiện 256.000 giao dịch trả tiền mỗi giây. Tổng cộng 1,48 tỉ giao dịch đã được Alipay tiến hành trong toàn bộ 24 giờ với các đơn vận chuyển thông qua Cainiao (chi nhánh kho vận của Alibaba) chạm đến con số 700 triệu đơn, phá vỡ kỷ lục được thiết lập trước đó vào năm 2016. Hiện nay sự kiện này có quy mô gấp gần bốn lần các ngày hội mua sắm lớn nhất nước Mỹ là Thứ Sáu Đen và Thứ Hai điện tử.

### Sự kiện văn hóa
Ngày lễ độc thân còn đại diện cho một sự kiện về văn hóa. Alibaba thường xuyên tổ chức những lễ kỷ niệm lớn vào ban đêm trước khi diễn ra ngày hội mua sắm lớn nhất của họ và thường nổi bật với sự xuất hiện của những người nổi tiếng trên toàn cầu như Nicole Kidman năm 2017, Taylor Swift tại Ngày hội Thượng Hải của Alibaba năm 2019, và Katy Perry biểu diễn trong một buổi livestream năm 2020. Không chỉ đơn thuần là một ngày hội mua sắm mà mùa lễ này còn là một ngày để mọi người có thể vui chơi tiệc tùng, để hòa nhập với xã hội và gặp gỡ những người khác cũng như thực hành những truyền thống ăn mừng cuộc sống độc thân.
Năm 2011 đánh dấu Ngày lễ độc thân của thế kỷ (bính âm: Shiji Guanggun Jie) bởi ngày hôm đó có sáu số "một" nhiều hơn là bốn, làm tăng thêm ý nghĩa của dịp lễ này. Trong năm 2011, có một số lượng trên mức trung bình những buổi lễ kỷ niệm ngày cưới diễn ra ở Hồng Kông và Bắc Kinh vào ngày 11 tháng 11.

## Các ký hiệu tượng trưng
Những ký hiệu tượng trưng dưới đây có liên quan đến ngày đặc biệt:
- 1: số 1 là biểu tượng của một cá nhân, một người độc thân.
- 11: hai cá nhân tìm đến nhau và đứng cùng về một phía của ngày đặc biệt (11.11).
- 2 x (11): một lễ kỷ niệm dành cho hai hay nhiều cặp đôi, một cặp gồm có hai cá nhân tìm thấy nhau trong ngày đặc biệt (11.11).

## Bên ngoài Trung Quốc
Ngày lễ độc thân đã và đang được phổ biến thông qua mạng Internet và nay còn được cử hành tại một vài nơi bên ngoài lãnh thổ Trung Quốc. Ngày lễ này đặc biệt phát triển tại khu vực Đông Nam Á, với các khách hàng của Lazada tại thị trường này đặt mua tất cả 6,5 triệu món đồ trong năm 2017. Lấy ví dụ tại Indonesia, ngày 11 tháng 11 được mệnh danh là "Harbolnas" (Ngày hội mua sắm trực tuyến toàn dân) và một lượng lớn chiết khấu đã được các nhà bán lẻ trực tuyến quy mô lớn đưa ra. Trước đây nó diễn ra vào ngày 12 tháng 12.
Tại Vương quốc Anh, ngày lễ độc thân hay còn gọi là Ngày độc thân quốc gia, được kỷ niệm vào ngày 11 tháng 3. Nó được một nhóm các chuyên gia hẹn hò được quốc tế công nhận đề xướng ra nhằm giúp những người độc thân nếu không thể cứ ở tình trạng độc thân thì cũng nên 'làm một điều gì đó về nó'.
MediaMarkt, một công ty của Đức, cũng quảng bá Ngày lễ độc thân trong chuỗi cửa hàng của mình. MediaMarkt chi nhánh Bỉ cũng tham gia cuộc chơi này, tuy nhiên lại nhận về phản ứng tiêu cực bởi ngày 11 tháng 11 trùng với lễ kỷ niệm Ngày đình chiến kết thúc Chiến tranh thế giới thứ nhất, và ngày này cũng liên quan đến lễ tưởng niệm đầy bi thương về những nạn nhân chết trong chiến tranh tại Bỉ. Năm 2016, hãng bán lẻ đồ điện tử của Thụy Điển là Elgiganten đã thúc đẩy chiến dịch Ngày Độc thân ở Na Uy trước khi tiến hành ở các quốc gia Bắc Âu khác trong năm tiếp theo.

### Tại Hàn Quốc
Black Day (tiếng Hàn: 블랙데이, Ngày Đen) là ngày lễ không chính thức dành cho người độc thân ở Hàn Quốc, nhằm ngày 14 tháng 04 mỗi năm. Ngày này có liên quan đến ngày valentine và White Day như là các ngày lễ vào ngày 14.